# Gamma Eridani
Gamma Eridani (Zaurak, Zaurac, Zaurack, 34 Eridanus) é uma estrela na direção da constelação de Eridanus. Possui uma ascensão reta de 03h 58m 01.73s e uma declinação de −13° 30′ 29.7″. Sua magnitude aparente é igual a 2.97. Considerando sua distância de 221 anos-luz em relação à Terra, sua magnitude absoluta é igual a −1.19. Pertence à classe espectral M1IIIb Ca-1.